# Bissendorfer Panther
Die Bissendorfer Panther sind die Inline-Skaterhockey-Abteilung des Turnclub Bissendorf aus Bissendorf (Wedemark). Bei der Gründung 1996 firmierte die heutige Abteilung noch als Verein Bissendorf „Dark Angels“, 1998 erfolgte der Zusammenschluss mit dem Turnclub Bissendorf und die Umbenennung in Bissendorfer Panther.
Die erste Herrenmannschaft der etwa 450 Mitglieder, davon ca. 180 aktive, umfassenden Panther spielt seit 2006 in der 1. Bundesliga im Inline-Skaterhockey des ISHD. Sie qualifizierten sich in ihrer Premierensaison als Hauptrundenmeister (15 Siege,1 Remis) für die Play-offs, wo sie im Finale dem HC Köln-West unterlagen. Weitere Erfolge wurden 2007 (Viertelfinale) und 2008 (Halbfinale) erzielt. Die ebenfalls leistungsorientierte zweite Herrenmannschaft etablierte sich in der 2. Bundesliga Nord mit einem 4. Platz (2006), einem 5. Platz (2008), einem Dritten Platz (2009) sowie zwei Vizemeisterschaften (2007 und 2010).
Im August 2005 gewannen die Panther mit der Senioren- sowie der Jugendmannschaft bei einem Turnier in Swakopmund/Namibia jeweils die dritten Plätze.
Mit dem Verteidiger Sebastian Miller stand ein Spieler aus Bissendorf im Aufgebot der deutschen Inline-Skaterhockeynationalmannschaft für die IISHF Inline-Skaterhockey-Europameisterschaft 2014 in Kaarst.
Mit dem Stürmer Tim Strasser steht ein dreimaliger Europameister im Team der 1. Bundesligamannschaft. Bei der EM 2024 in Amstetten, Österreich, wurde er zudem ins All-Star-Team gewählt.

## Kader 2024
| Torhüter    | Torhüter                  | Torhüter | Torhüter | Torhüter | Torhüter | Torhüter |
|             | Name                      | Jahrgang |          |          |          |          |
| ----------- | ------------------------- | -------- | -------- | -------- | -------- | -------- |
| Deutschland | Marc Schüddekopf          | 1981     |          |          |          |          |
| Deutschland | Caroline Marie Schmieta   | 2000     |          |          |          |          |
| Deutschland | Tim F. Aufderheide        | 1989     |          |          |          |          |
| Deutschland | Phillipp Baranyai         | 2006     |          |          |          |          |
| Verteidiger |                           |          |          |          |          |          |
|             | Name                      | Jahrgang |          |          |          |          |
| Deutschland | Jonas Reichelt            | 1992     |          |          |          |          |
| Deutschland | Ole Karsten Schmieta A    | 1999     |          |          |          |          |
| Deutschland | Janne Alexander Goebel    | 1999     |          |          |          |          |
| Deutschland | Patrick Faupel            | 1990     |          |          |          |          |
| Deutschland | Maarten Maximilian Riemer | 2004     |          |          |          |          |
| Deutschland | Jan Boetcher              | 1998     |          |          |          |          |
| Deutschland | Joshua Döring             | 2003     |          |          |          |          |
| Deutschland | Niklas Pilz               | 2000     |          |          |          |          |
| Deutschland | Maximilian Siebert        | 2005     |          |          |          |          |
| Deutschland | Patrick Baude             | 1990     |          |          |          |          |
| Sturm       |                           |          |          |          |          |          |
|             | Name                      | Jahrgang |          |          |          |          |
| Deutschland | Tim Strasser              | 2000     |          |          |          |          |
| Deutschland | Marvin Hoferichter A      | 1994     |          |          |          |          |
| Deutschland | Jean-Lennert Reckert      | 2003     |          |          |          |          |
| Deutschland | Jörn Weikamp              | 1995     |          |          |          |          |
| Deutschland | Louis Trattner            | 1998     |          |          |          |          |
| Deutschland | Marc Wegener              | 2006     |          |          |          |          |
| Deutschland | Stefan Tippl              | 1994     |          |          |          |          |
| Deutschland | Eric Walbröl C            | 1998     |          |          |          |          |
| Deutschland | Johann Michaelis          | 2002     |          |          |          |          |
| Deutschland | Felix Busch               | 2007     |          |          |          |          |

| Trainer         | Deutschland | Markus Köppl            |
| Fitnesstrainer  | Deutschland | Jenny Köppl             |
| Betreuer        | Deutschland | Nader Feyzi             |
| Mannschaftsarzt | Deutschland | Dr. Leif Sebastian Pott |
| Physiotherapeut | Deutschland | Kai Stimpel, Msc.       |

## Platzierungen
| Saison | Liga                   | Hauptrunde | Play-offs                      |
| ------ | ---------------------- | ---------- | ------------------------------ |
| 2004   | Regionalliga Nord-West | 1.         | Aufstieg                       |
| 2005   | 2. Bundesliga Nord     | 3.         | Aufstieg                       |
| 2006   | 1. Bundesliga Nord     | 1.         | Finale (Deutscher Vizemeister) |
| 2007   | 1. Bundesliga Nord     | 2.         | Viertelfinale                  |
| 2008   | 1. Bundesliga Nord     | 3.         | Halbfinale                     |
| 2009   | 1. Bundesliga Nord     | 3.         | Halbfinale                     |
| 2010   | 1. Bundesliga Nord     | 1.         | Halbfinale                     |
| 2011   | 1. Bundesliga Nord     | 2.         | Halbfinale                     |
| 2012   | 1. Bundesliga          | 5.         | Viertelfinale                  |
| 2013   | 1. Bundesliga          | 3.         | Viertelfinale                  |
| 2014   | 1. Bundesliga          | 7.         | Viertelfinale                  |
| 2015   | 1. Bundesliga          | 7.         | Viertelfinale                  |
| 2016   | 1. Bundesliga          | 8.         | Viertelfinale                  |
| 2017   | 1. Bundesliga          | 10.        |                                |
| 2018   | 1. Bundesliga          | 5.         | Viertelfinale                  |
| 2019   | 1. Bundesliga          | 8.         | Viertelfinale                  |
| 2020   | 1. Bundesliga          |            |                                |
| 2021   | 1. Bundesliga          | 4.         |                                |
| 2022   | 1. Bundesliga          | 3.         | Halbfinale                     |

## Statistik 1. Bundesliga
| Spielzeiten | Spiele | Siege | Remis | Niederlagen | Tore       | Tordifferenz | Punkte |
| ----------- | ------ | ----- | ----- | ----------- | ---------- | ------------ | ------ |
| 9           | 168    | 113   | 13    | 42          | 1362 : 823 | + 539        | 265    |

## Erfolge

### 1. Herren
- Deutsche Meisterschaft: 2003, 2. Platz:2002, 2006
- Deutscher Pokal: 2. Platz: 2008
- Europa Pokal: 3. Platz: 2007
- Norddeutsche Meisterschaft: 2000
- Internationale Pokale:
  - RamsCup (Düsseldorf): 2010, 2. Platz: 2006, 2008

### 2. Herren
- 2. Bundesliga Nord: 2. Platz: 2007, 2010
- NRIV-Pokal: 2008

### Junioren
- Deutsche Meisterschaft: 3. Platz: 2008, 2010, 2011, 2012; Play-off-Halbfinale: 2007
- Norddeutsche Meisterschaft: 2008, 2009, 2010
- NRIV-Pokal: 2. Platz: 2008

### Jugend
- Deutsche Meisterschaft: 2000, 2001, 2002, 2003, 2. Platz: 2005, 2006, 2007, 2009, 2015; 3. Platz: 2004, 2010
- Norddeutsche Meisterschaft: 2000, 2001, 2002, 2003, 2006, 2007, 2008, 2009, 2010
- Deutscher Pokal: 2001

### Schüler
- Deutsche Meisterschaft: 2001, 2008, 2. Platz: 2002, 2003, 2007
- Europapokal: 2. Platz: 2009
- Norddeutsche Meisterschaft: 2006, 2007, 2008, 2009, 2010